# Hamnvik
Ibestad este o localitate din comuna Ibestad, provincia Troms, Norvegia, cu o suprafață de 0,71 km² și o populație de 464 locuitori (2013).